# Beggar Prince
Beggar Prince er et rollespil til Mega Drive/Genesis, oprindeligt aldrig udgivet uden for Taiwan. Spillets historie er bygget på den engelske bog The Prince and the Pauper. Det originale spil blev udgivet i 1996 af firmaet C&E, Inc. I 2006 lavede firmaet Super Fighter Team en konvertering til engelsk, og kunder kunne forudbestille via internettet fra d. 22 maj 2006.
Allerede d. 8 september 2006 blev der meldt udsolgt. Der blev officielt fremstillet 600 eksemplarer af spillet i første omgang. Super Fighter Teams direktør, Brandon Cobb, meddelte at der ikke blev fremstillet flere. Grundet stor efterspørgsel på spillet, blev der d.18 oktober 2006 annonceret at der blev lavet 300 nye kopier som kunne forudbestilles samme dag. Efter overvældende succes blev der i november 2007 fremstillet endnu flere eksemplarer, dog i en ny og forbedret version.
Beggar Prince er regionsfri, hvilket betyder at spillet kan afvikles både på Sega Mega Drive, og den amerikanske Sega Genesis. Selve cartridget har indbygget batteribackup, dog dette ikke virker hvis man spiller spillet gennem Sega Mega Drive 32X. Kort efter udgivelsen opdagede en del kunder synlige glitches og andre småfejl i spillet. Vel og mærket fejl der udgjorde risiko for at spillet crashede, eller at man havnede steder man ikke burte kunne færdes. Det betød at man var nødt til at loade et tidligere gemt spil og starte forfra. Beggar Prince er desuden det første spil der officielt er blevet udgivet til maskinen siden 1998.

## Ekstern henvisning
- Officiel hjemmeside